# Ibarra Fútbol Club
El Ibarra Fútbol Club es un equipo de fútbol profesional de Ibarra, Provincia de Imbabura, Ecuador y se desempeña en la Segunda Categoría del Campeonato Ecuatoriano de Fútbol. Su Sede Administrativa del Ibarra Fútbol Club ubicados en la Chica Narváez 6-70 y Oviedo.
Está afiliado a la Asociación de Fútbol Profesional de Imbabura.

## Palmarés

### Torneos provinciales
| Competición                         | Títulos | Subcampeonatos |
| ----------------------------------- | ------- | -------------- |
| Segunda Categoría de Imbabura (0/1) |         | 2005.          |

- Datos: Q5907796